# 颱風天鴿對香港之影響
颱風天鴿（英語：Typhoon Hato）是2017年太平洋颱風季中吹襲香港和澳門的最強風暴。天鴿於2017年8月23日以巔峰強度正面吹襲珠江三角洲地區並大肆破壞，導致香港天文台需要發出5年來以來首次十號熱帶氣旋警告信號，成為自1999年颱風約克之後，首次港澳兩地之最高熱帶氣旋警告信號同時生效的案例；天鴿亦是自1964年超強颱風露比以來，生成位置最北而令港澳兩地發出最高熱帶氣旋警告信號之熱帶氣旋。

## 影響
| 長洲 · 133 km/h赤鱲角 · 103 km/h青衣 · 55 km/h啟德 · 81 km/h西貢 · 80 km/h沙田 · 45 km/h流浮山 · 78 km/h打鼓嶺 · 49 km/h 天文台測風網絡8個參考自動氣象站錄得之最高10分鐘平均風速。圖例： · 代表錄得強風（共3個氣象站） · 代表錄得烈風（共3個氣象站） · 代表錄得暴風（共1個氣象站） · 代表錄得颶風（共1個氣象站） · 備註：長洲及機場錄得最高10分鐘平均風速分別原為每小時132及102公里，後在天文台的報告中修改為每小時133及103公里。 | 長洲 · 124 km/h赤鱲角 · 90 km/h青衣 · 43 km/h啟德 · 67 km/h西貢 · 70 km/h沙田 · 38 km/h流浮山 · 65 km/h打鼓嶺 · 41 km/h 天文台測風網絡8個參考自動氣象站錄得之最高每小時平均風速。圖例： · 代表錄得強風以下風速（共1個氣象站） · 代表錄得強風（共2個氣象站） · 代表錄得烈風（共3個氣象站） · 代表錄得暴風（共1個氣象站） · 代表錄得颶風（共1個氣象站） |

- 當地發出之最高熱帶氣旋警告信號： 十號颶風信號
- 最接近當地時間：2017年8月23日上午10時[2]
- 最接近當地位置：香港天文台總部之西南偏南約60公里（正面吹襲）[2][3][註 1]

### 破紀錄酷熱
在天鴿形成前，香港天文台已在「九天天氣預報」預測8月23日有熱帶氣旋吹襲，天氣惡劣，有狂風大雨；但天文台沒有在天鴿移入南海前發出「特別天氣提示」作更高調警示。8月22日凌晨天鴿移入距離香港800公里範圍，天文台在早上8時40分發出一號戒備信號，當時天鴿集結在香港之東南偏東約660公里。天文台表示會在黃昏考慮發出三號信號，天鴿在翌晨最接近香港，並可能在距離香港100公里範圍內掠過，低窪地區可能出現水浸，市民應盡快完成所有防風、防水浸措施。受天鴿外圍下沉氣流影響，本已持續影響香港多日的熱浪進一步加劇，8月22日中午後香港氣溫飆升，天文台總部在下午2時錄得攝氏36.6度高溫，打破僅在2年前颱風蘇迪羅外圍下沉氣流引發的攝氏36.3度紀錄，成為香港天文台總部自1883年成立以來的最高氣溫；天水圍濕地公園最高氣溫更達攝氏39度，成為全港所有自動氣象站的歷史最高紀錄。除了高溫外，天鴿也令香港的空氣質素轉差，環保署一般和路邊監測站的空氣質素健康指數錄得8或以上，屬甚高水平，東涌更錄得10+嚴重水平。不過隨後酷熱天氣引發的強烈對流疊加天鴿的外圍雨帶開始影響香港，狂風驟雨下各區氣溫於短短半小時內急降約攝氏10度，打鼓嶺及濕地公園更急挫攝氏12度。多區創有紀錄以來最大溫度跌幅，打破1987年強烈寒潮影響香港時的紀錄，同時天文台測風網絡8個參考自動氣象站中，機場率先錄得強風。

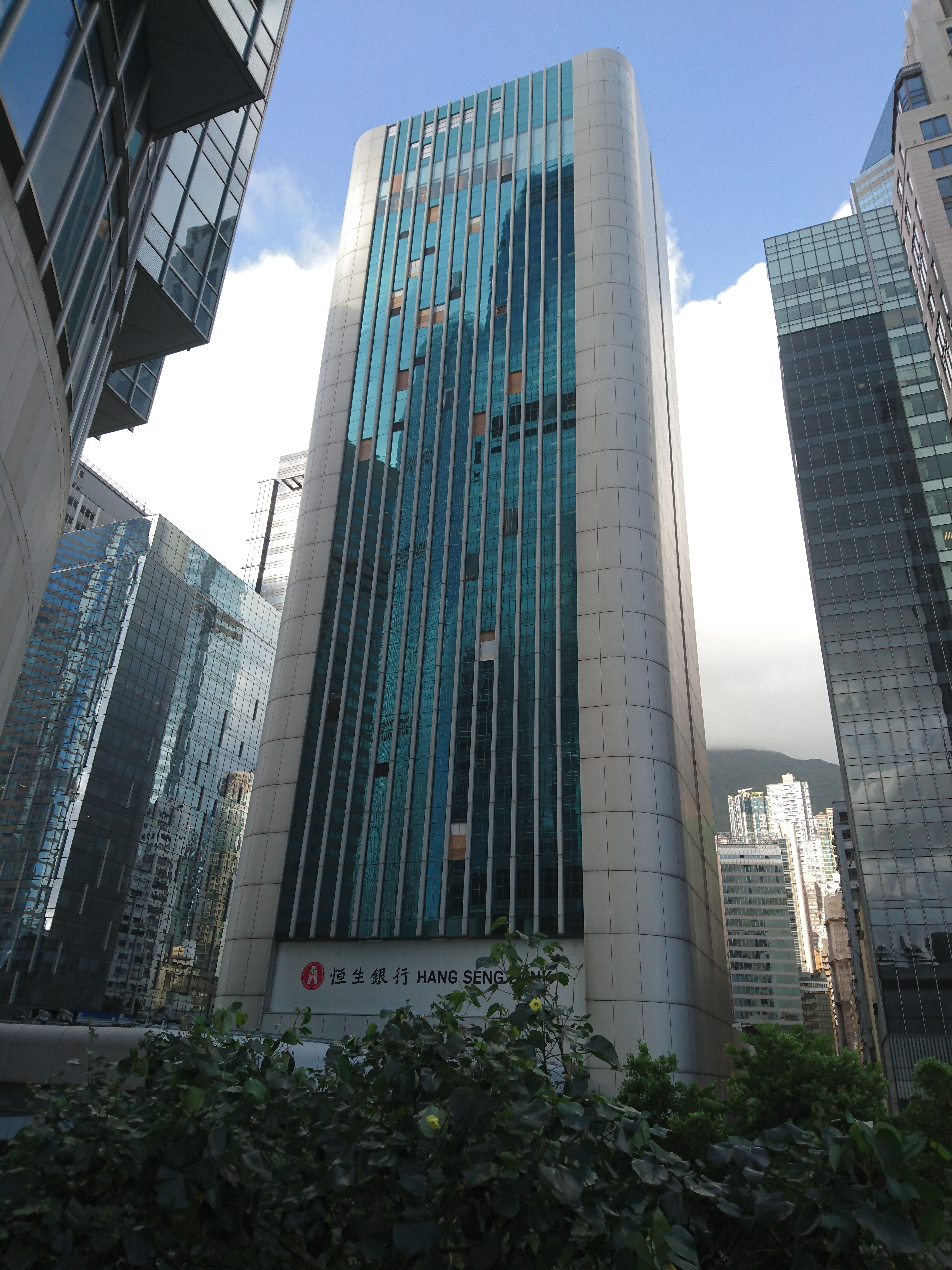
遭受天鴿吹襲後的中環恒生銀行總行，有多個玻璃窗被吹脫。

因應天鴿急劇增強為颱風，天文台在8月22日下午4時45分表示短期內發出三號熱帶氣旋警告信號，更罕有在未發出三號信號時，已表示除非天鴿採取較遠離香港的路徑或轉趨減弱，否則會在午夜前後考慮發出八號信號。天文台在下午6時20分發出三號強風信號，當時天鴿移至香港之東南偏東約410公里。天文台再次警告，天鴿翌晨可能在香港以南100公里內掠過，構成相當大的威脅，且翌日中午前正值漲潮，低窪地區可能嚴重水浸。然而當晚天鴿減速移動，加上其環流較為緊密，香港風勢普遍未即時上揚，天文台兩度延後發出八號信號時間，先在晚上8時45分改為表示翌日凌晨考慮發出八號信號，2小時後再押後至早上6時前考慮發出。

### 5年首發十號信號

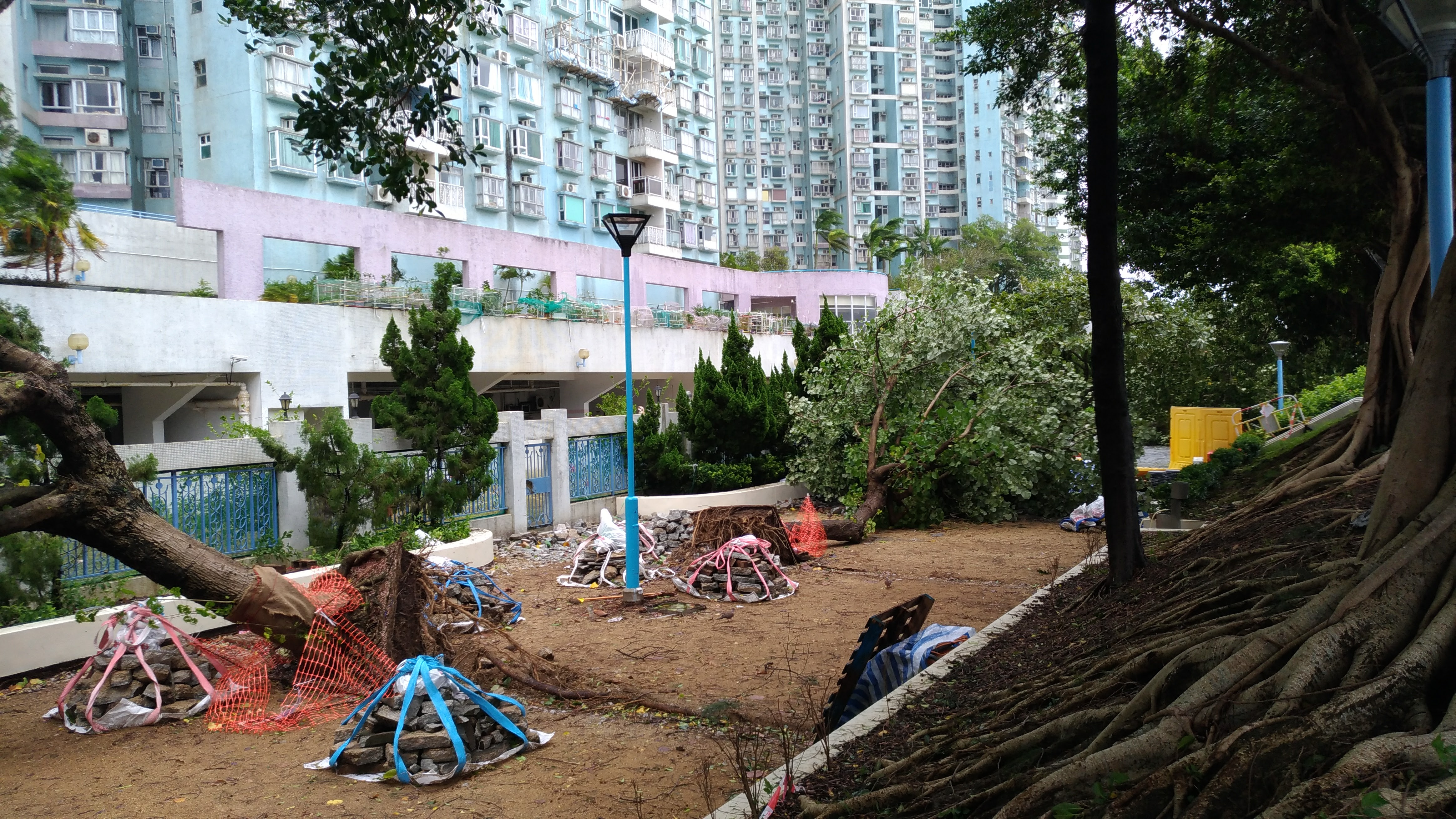
遭受天鴿吹襲後的屯門碼頭住宅區，有多棵大樹被吹斷。

8月23日凌晨，天鴿恢復原有移速同時改向西北偏西移動，來勢洶洶並直指珠江口一帶，風勢在稍後時間迅速增強。天文台在凌晨3時20分發出「熱帶氣旋之特別報告」，宣佈預計在凌晨5時半或之前發出八號熱帶氣旋警告信號。天文台再次警告，天鴿結構完整而緊密，預料在中午前最接近香港，在香港以南100公里內掠過，屆時正值漲潮，低窪地區將嚴重水浸；而由於香港吹偏北風，受地形屏蔽，風勢暫時不大，但稍後會轉吹偏東風，大部份地區當風，屆時風勢將會迅速增強。天文台在凌晨5時20分發出八號東北烈風或暴風信號，當時天鴿移至香港之東南約160公里。天文台表示，天鴿會在香港以南100公里內掠過，八號信號會在日間大部份時間維持；倘若天鴿更為靠近或增強，對香港威脅會相當顯著，不排除發出更高熱帶氣旋警告信號。
在半圓效應下，香港處於天鴿的危險半圓，再加上其環流緊密，發出八號信號後不久多處地區風勢旋即急速增強，刮起東北烈風並有狂風大雨和翻起巨浪，尤其南部地區和離岸。在天鴿開始正面吹襲香港時，其中心附近的一道強烈雨帶爆發和橫掃之下，風力短短兩三小時內飆升到暴風程度，橫瀾島更首當其衝地受颶風影響。天文台在早上8時正發出黃色暴雨警告信號；由於南部地區風力急升，10分鐘之後、八號信號生效不足3小時，天文台在早上8時10分發出九號烈風或暴風風力增強信號，當時天鴿集結在天文台總部之東南偏南約100公里，急劇增強為強颱風。天文台再次警告，天鴿數小時內會在香港南面約50公里掠過，風力如再進一步加強，將考慮發出最高熱帶氣旋警告信號；預料鰂魚涌和吐露港的海水高度將分別升至海圖基準面以上超過3米和5米，低窪地區會嚴重水浸，市民必須遠離岸邊、停止所有戶外活動，並切勿外出。此後橫瀾島持續風速繼續急升至超過每小時130公里，而長洲泳灘也受到偏東颶風影響，另外天文台8個參考自動氣象站當中，長洲、機場、西貢、流浮山和啟德亦先後出現烈風或暴風，三號及八號信號達標，其餘3站亦先後吹強風。九號信號維持只有1小時，天文台在上午9時10分發出十號颶風信號，當時天鴿移至天文台總部以南約70公里。是次為繼2012年颱風韋森特後，天文台5年以來首次發出九號和十號信號。天文台指，颶風程度的東至東北風正影響香港東南部，隨著天鴿移向珠江口西面，香港會轉吹東南風，屆時颶風會擴展至其餘地區，十號信號會維持數小時，市民應留意破壞性的風力，和可能發生的山泥傾瀉、水浸，切勿離開家中或有屏蔽地方。但最終香港處於天鴿的對流空隙，大部分地區雨勢較弱，只有南部地區受颶風影響。香港廣泛地區刮起偏東暴風，南部地區持續吹東至東南颶風，橫瀾島和長洲分別錄得最高10分鐘平均風速達每小時142及133公里；多個潮汐站的海水高度亦升至4米左右，沿岸出現海水倒灌，嚴重水浸。天鴿於上午10時最接近香港，在天文台總部之西南偏南約60公里掠過。

### 多處嚴重水浸

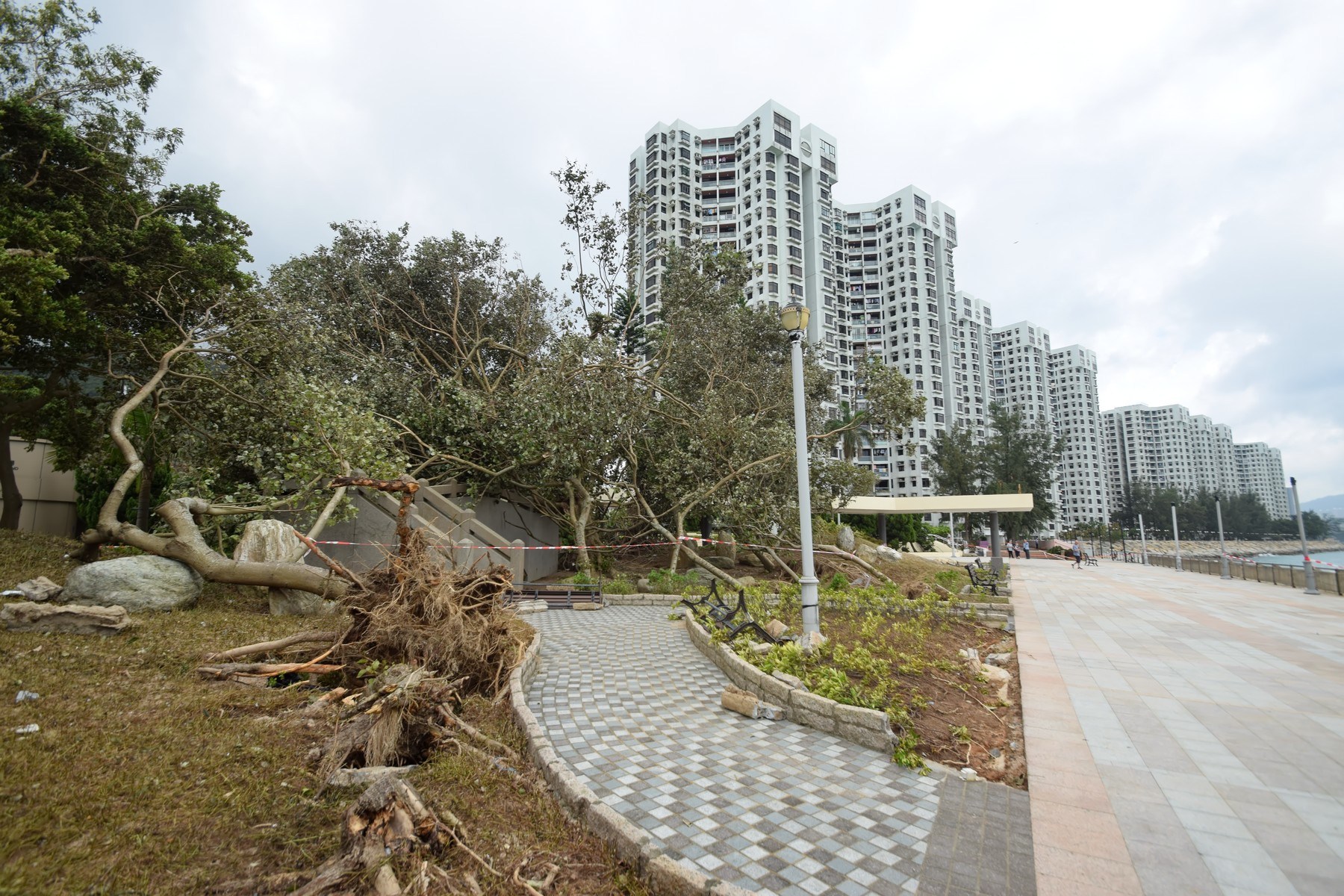
遭受天鴿吹襲後的杏花邨海旁，圖中可見多棵大樹吹斷，路邊石壆損壞，街燈也被吹毀。

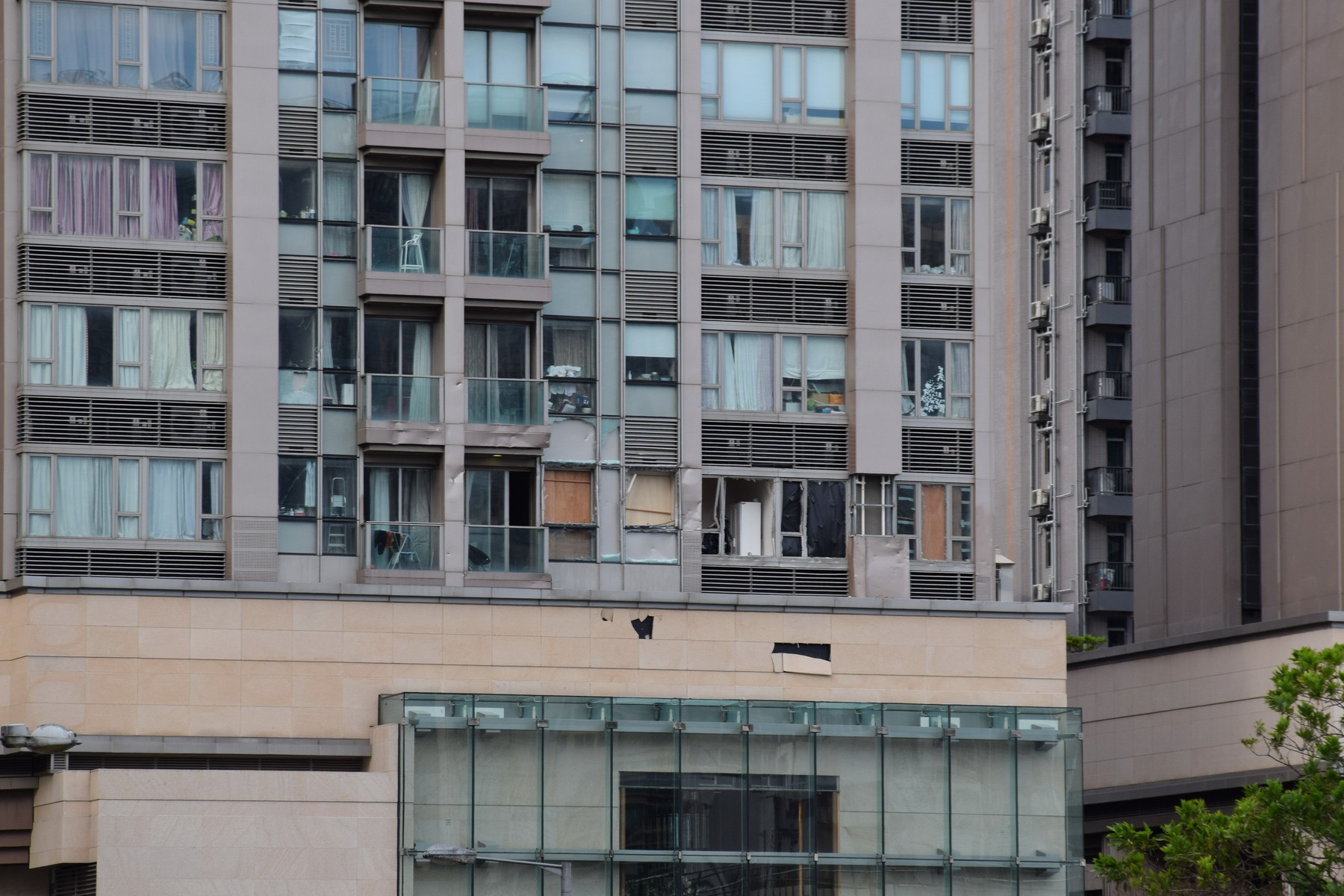
紅磡昇御門大廈外牆和窗戶被洗窗用吊船撞毀。

天鴿帶來的風暴潮威力是數十年來最嚴重。其正面襲港時值潮漲和天文大潮，疊加風暴潮導致尖鼻咀、大埔滘、大澳和鰂魚涌海水高度分別達海圖基準面以上4.56、4.09、3.87和3.57米，當中鰂魚涌水位是自1962年颱風溫黛以來最高，尖鼻咀和大澳之水位更是破紀錄新高。沿岸地區包括大澳、梅窩、杏花邨、小西灣和沙田城門河附近出現嚴重海水倒灌。幸城門河的水浸範圍僅局限於岸邊的單車徑，未有擴展至其他區域。離島民政事務處宣佈啟動特別為大澳居民而設的水浸預警系統，棚屋居民需要疏散；鯉魚門馬背村亦有大量海水湧入，不少居民同樣要疏散。杏花邨不斷有巨浪拍岸，盛泰道和杏花邨巴士總站被浸，海水更湧入地庫停車場，約20輛汽車遭淹沒。小西灣運動場亦有海水湧入，出入口和跑道被浸；海怡半島則在海水倒灌下有大量街磚鬆脫，海水有如間竭泉般噴出。來往小欖黃金海岸和龍珠島的橋亦被水淹。紅磡昇御門有洗窗用吊船疑未有降回地面妥善放置，在惡劣天氣下被吹至撞毀大廈外牆和窗戶並從中斷裂，連同玻璃窗碎片一併墮街；中環恒生銀行總行和灣仔中環廣場亦有玻璃窗被吹脫墮街。將軍澳日出城第5期MALIBU有天秤倒塌，但無人受傷；而第4期晉海地盤則有天秤被吹至旋轉。在香港海域內和西南面外海亦有不少船隻擱淺，其中一艘輪船於愉景灣失事，有船員跳海逃生；梅窩碼頭因設施損毀關閉，引致中環來往梅窩渡輪服務一度停航，經搶修後於晚上8時半逐步恢復。另在香港西南面約30公里，一艘載有14名船員的中國內地貨船觸礁擱淺，政府飛行服務隊需派出直升機前往救援。
隨著天鴿登陸天文台總部之西南偏西約80公里的珠海，香港全面轉吹南至東南風，風力開始明顯下降，天文台在下午12時45分表示當颶風不再影響香港時，會改發較低熱帶氣旋警告信號。境內風力中午後普遍回落至烈風程度，十號信號生效5小時，天文台在下午2時10分改發八號東南烈風或暴風信號，當時天鴿集結在天文台總部以西約120公里。天文台指，西南部地區仍受烈風影響，風勢進一步減弱時會考慮改發三號信號。 天文台在下午2時45分表示黃昏前後考慮改發三號信號，天文台在下午3時45分再表示考慮在下午6時前改發三號信號。天文台在下午5時10分改發三號強風信號，當時天鴿集結在香港之西北偏西約210公里。天文台表示，香港仍有狂風驟雨，海面仍有大浪，西南部仍吹強風，會視乎風力變化考慮改發一號信號。天鴿環流緊密令各區風力急降，市面不再受強風影響，改發三號信號僅一個多小時，天文台在下午6時20分改發一號戒備信號，當時天鴿移至香港之西北偏西約240公里。天文台再次提醒離岸仍間中吹強風，視乎風力變化考慮取消所有熱帶氣旋警告信號。傍晚天鴿進一步遠離香港，離岸地區再沒有錄得強風，天文台在晚上8時40分取消所有熱帶氣旋警告信號，當時天鴿移至香港之西北偏西約340公里。

### 風速5年來最高
風暴造成最少129傷，當局收到5300宗塌樹、1宗山泥傾瀉及10宗水浸報告。天鴿影響之大，使其成為「Google 2017年度搜尋排行榜：香港熱爆本地頭條組別」第一位。天鴿除了帶來2012年韋森特以來首次九號及十號信號之外，亦是該年以來首次連續3個熱帶氣旋帶來八號信號、1948年以來首次全年首3個熱帶氣旋均需發出八號或以上信號，以及1999年以來首次年內有3個熱帶氣旋正面襲港。天鴿的強度雖較韋森特強，亦更為接近香港，但由於天鴿北面眼壁的對流較弱，加上掠過香港南面時其中心環流東北面的空隙旋捲至香港上空（此情況與韋森特吹襲澳門時相若），令各區風勢除橫瀾島、北角和機場外均只是與韋森特相若，並沒有明顯地較強。
天鴿吹襲香港期間，天文台測風網絡8個參考自動氣象站全部錄得強風或以上風力，當中長洲吹颶風，機場亦受暴風吹襲，連同啟德、西貢及流浮山合共5站錄得烈風，三號及八號信號均達標。風暴期間，長洲、機場、啟德、西貢、流浮山、青衣、打鼓嶺和沙田錄得之最高10分鐘平均風速分別為每小時133、103、81、80、78、55、49及45公里，其中機場創下該站自香港國際機場遷往赤鱲角後的新紀錄。是次為採用此測風網絡後首次有兩站錄得超過每小時100公里的風速、第3次有兩站錄得暴風；亦為自韋森特以來8個參考站首次、兼採用此測風網絡以來第5次測得全面強風及採用此測風網絡後第6次達標八號信號。橫瀾島10分鐘平均風速達每小時142公里，為1999年颱風約克以來最高；長洲泳灘錄得略低於主站的每小時132公里，打破該站於韋森特時創下的紀錄（但主站風力則反比韋森特稍遜）。大尾篤持續風速達每小時107公里，略高於韋森特；長洲、啟德、西貢和其餘大部份地區之風力均是韋森特以來最高。惟獨尖沙咀天星碼頭只錄得烈風程度的每小時68公里之持續風速，相較韋森特的每小時87公里明顯遜色；但另一港內站北角則於報告中獲天文台公開實測數據，顯示在十號信號期間錄得每小時99公里的10分鐘平均風速，每小時平均風速亦達到每小時85公里，超越由1999年約克保持的每小時77公里舊紀錄，但紀錄只維持1年後便被超強颱風山竹打破。此外亦有氣象愛好者在紅磡碼頭「追風」，其風速計錄得每小時71公里的烈風程度每小時平均風速，更測量到每小時142公里的颶風程度陣風。由於吹偏東風時紅磡碼頭非常當風，該處為一個氣象愛好者測風的熱門地點。
雖然政府飛行服務隊要出動搜救而未能派出噴射機，投擲下投式探空儀協助天文台探測天鴿中心風力，但是天文台在天鴿吹襲過後仍表示考慮把天鴿補升為超強颱風。由於香港南面的黃茅洲遭受天鴿的風眼橫掃，自動氣象站受到破壞，而天文台在該地的自動氣象站中所讀取的資訊中核實在天鴿眼壁掠過期間錄得最高10分鐘平均風速達每秒70.9米（約每小時255公里）。但該氣象站的風速計位於海拔67米，不符合海拔10米或以內的要求，需要經過折算處理；然而經折算為海平面風速後仍高於每小時185公里。因此香港天文台於事隔2個月後，在10月25日正式公佈的天鴿報告中，把天鴿補升為超強颱風，接近中心最高持續風速由每小時175公里上調為每小時185公里。這次事後上調強度標誌著天鴿是繼2014年颱風威馬遜後，第2個於南海上空增強至超強颱風的熱帶氣旋，同時也是繼1979年颱風荷貝以來首個以超強颱風強度正面襲港及帶來八號或以上信號的風暴。

## 熱帶氣旋警告使用紀錄

### 香港
| 香港天文台 熱帶氣旋警告信號 | 香港天文台 熱帶氣旋警告信號 | 香港天文台 熱帶氣旋警告信號 |
| --------------------------- | --------------------------- | --------------------------- |
| 上一熱帶氣旋                | 一號戒備信號                | 下一熱帶氣旋                |
| 熱帶風暴洛克                | 一號戒備信號                | 強烈熱帶風暴帕卡            |
| 熱帶風暴洛克                | 三號強風信號                | 強烈熱帶風暴帕卡            |
| 強烈熱帶風暴苗柏            | 八號東北烈風或暴風信號      | 強颱風卡努                  |
| 颱風海鷗                    | 八號東南烈風或暴風信號      | 強烈熱帶風暴帕卡            |
| 熱帶風暴洛克                | 八號烈風或暴風信號          | 強烈熱帶風暴帕卡            |
| 強颱風韋森特                | 九號烈風或暴風風力增強信號  | 超強颱風山竹                |
| 強颱風韋森特                | 十號颶風信號                | 超強颱風山竹                |

## 外部連結
- （繁體中文）香港天文台：超強颱風天鴿報告 （页面存档备份，存于）、2017年8月熱帶氣旋概述（页面存档备份，存于）、2017年8月天氣回顧 （页面存档备份，存于）、實時天氣稿（8月20日 （页面存档备份，存于）－21日 （页面存档备份，存于）－22日 （页面存档备份，存于）－23日 （页面存档备份，存于）－24日（页面存档备份，存于））、天鴿襲港期間發出的八號或以上熱帶氣旋警告 （页面存档备份，存于）、天氣隨筆（「天鴿」的十號風球（页面存档备份，存于）、天鴿後的帕卡（页面存档备份，存于）、天文台的日與夜 – 十號風球 （页面存档备份，存于））、天鴿特輯 （页面存档备份，存于） （页面存档备份，存于）
- （繁體中文）澳門地球物理暨氣象局：2017年熱帶氣旋年報：颱風天鴿（页面存档备份，存于）